# Arthur Sambon
Arthur Sambon (Portici, 17 agosto 1867 – Parigi, 19 dicembre 1947) è stato un numismatico e storico francese, specialista nell'Italia antica, in particolare degli Etruschi e dell'Italia Meridionale. Ancora oggi la bibliografia numismatica medievale si vale delle sue scoperte documentali.

## Biografia
Arthur Sambon, figlio del numismatico e mercante d'arte Jules Sambon, è stato anche lui un antiquario ed un numismatico, specialista nell'Italia antica, in particolare degli Etruschi e dell'Italia Meridionale.
Laureato in lettere all’Università degli Studi di Napoli, dove studiò con particolare interesse archeologia e paleografia e seguì i corsi di Giulio De Petra e Nunzio Faraglia.
Nel 1889 pubblicò una monografia sulla moneta del Ducato napoletano e dal 1892, anno della sua fondazione, fece parte della Società Numismatica Italiana. 
Trasferitosi a Parigi, oltre all’attività di studioso, fu corrispondente della casa d’asta di antichità Canessa.
Sambon è stato presidente della Chambre des experts d'art di Parigi.
Nel 1903 pubblicò Les Monnaies antiques de l'Italie ... Étrurie, Ombrie, Picenum, Samnium, Campanie (Cumes et Naples) nel quale cercò di enumerare tutti i tipi di monete conosciute.
Nel suo lavoro fissò la datazione della monetazione etrusca alla metà del V secolo sulla base delle caratteristiche stilistiche e del piede monetario impiegato. Era dell'opinione che gli Etruschi avessero origini persiane.
Nel 1904, nella Ville Lumière (Città delle luci), fondò la rivista specializzata nell’arte antica, Le Musée, revue d’art antique e, la diresse fino al 1924.
Ha scritto anche molti interventi sulla Rivista italiana di numismatica firmandoli con il nome in italiano, Arturo Sambon.
La sua produzione non interessò solo la numismatica - Catalogue des objets d'art et de haute curiosité de l'antiquité́ et du Moyen Âge, de la Renaissance et autres ... formant la collection de M. Arthur Sambon. Galerie Georges Petit, Parigi, 1914; Images populaires de l'Avesta en Perse aux XII et XIII siècles, «Description d'une collection de faïences persanes une sujets nationalistes et orvietane et une série de style sassanide», Bibliothèque du Musée, Parigi, 1928 - , ma anche la storia dell’arte e le opere letterarie: compose Attila, drame en cinq actes, en vers, 1918; Credo de l’artiste, poème en prose, 1933, Le pauvret de Notre-Dame des Anges, essai de cohésion ciné-théâtrale, 1937; L’herbe folle dans les champs de blé, drame historique, 1939; La vie, poèmes, 1941.
Nel 2015 è stata rinvenuta una sua opera inedita di interesse scientifico, sulla monete medievali dell'Italia meridionale, pubblicata per cura di Luca Lombardi.

## Onoroficenze
Gran Cordone della Corona d’Italia
Légion d’honneur

## Lavori
- Le monete del ducato Napoletano, in Rivista italiana di numismatica e scienze affini vol. 3 (1890), p.p. 445-472.
- II tari amalfitano, in Rivista italiana di numismatica e scienze affini vol. 4 (1891), p.p. 117-128.
- I " Cavalli " di Ferdinando I d'Aragona, in Rivista italiana di numismatica e scienze affini vol. 4 (1891), p.p. 325-356.
- Di alcune monete inedite di Alfonso I e Ferdinando I re di Napoli e di due officine monetarie del Napoletano finora sconosciute. a) Zecca di Gaeta. b) La Cella ed il Reale d'Alfonso I coniati ad Aquila. c) Zecca di Lanciano. d) II Coronato di Ferdinando I in oro, in Rivista italiana di numismatica e scienze affini vol. 5 (1892), p.p. 341-355.
- Incisori dei coni della zecca napoletana, in Rivista italiana di numismatica e scienze affini vol. 6 (1893), p.p. 69-82 + tav. 2.
- Monete d'oro coniate da Carlo I d'Angiò a Tunisi, in Rivista italiana di numismatica e scienze affini vol. 6 (1893), p.p. 341-346.
- Tre monete inedite di Carlo III di Durazzo, in Rivista italiana di numismatica e scienze affini vol. 6 (1893), p.p. 467-475.
- Statero d'oro di Posidonia, in Rivista italiana di numismatica e scienze affini vol. 6 (1893), p.p. 477-481.
- Monnaies inédites de l'Italie méridionale, in Bulletin de numismatique vol. 4 (1897), p.p. 37-48.
- Le gillat de Louis II d'Anjou, in Gazette de numismatique français vol. 1 (1897), p.p. 435-442.
- Catalogo della Collezione Sambon di monete dell'Italia meridionale in oro, argento e bronzo dal 7. al 19. secolo, Milano, 1897, XII p., 125 p., 10 tav. (Ristampa Forni, Bologna, 1967).
- Monnaies italiennes inédites ou incertaines, in Revue numismatique Ser. 4, vol. 2 (1898), p.p. 292-312.
- Jetons de la maison d'Anjou, in Gazette de numismatique français vol. 3 (1899), p.p. 19-26.
- Monete Napoletane inedite e di una nuova officina monetaria, in Rivista italiana di numismatica e scienze affini vol. 14 (1901), p.p. 317-
- La cronologia delle monete di Neapolis, in Rivista italiana di numismatica e scienze affini vol. 15 (1902), p.p. 119-
- Les monnaies antiques de l'Italie ...Etrurie, Ombrie, Picenum, Samnium, Campanie (Cumes et Naples), Parigi, 1903 (Ristampa Forni, Bologna, 1967 ISBN 9788827101070)
- Monetazione di Ruggiero II Re di Sicilia (1130-1154), in Rivista italiana di numismatica e scienze affini vol. 24 (1911), p. 437.
- Monetazione napoletana di Roberto d'Angiò (1309-43), in Rivista italiana di numismatica e scienze affini vol. 25 (1912), p.p. 181-202.
- Gillat d'inféodation de Robert d'Anjou, frappé à Prato, en Toscane, in Revue numismatique Ser. 4, vol. 16 (1912) p. 276-280.
- Le monnayage d'Artale d'Alagona à Catane (1377), in Revue numismatique Ser. 4, vol. 17 (1913), p.p. 524-528.
- Catalogue des objets d'art et de haute curiosité de l'antiquité́ et du Moyen Âge, de la Renaissance et autres ... formant la collection de M. Arthur Sambon. Galerie Georges Petit, Parigi, 1914.
- Receuil des monnaies médiévales du Sud de l'Italie avant la domination normande, Parigi, 1919.
- Images populaires de l'Avesta en Perse aux XII et XIII siècles, « Description d'une collection de faïences persanes une sujets nationalistes et orvietane et une série de style sassanide », Bibliothèque du Musée, Parigi, 1928.
- Indizi numismatici del fervore artistico dei dinasti mediovali dell'Italia Meridionale, in Bollettino del Circolo Numismatico Napoletano Ser. NS, vol. 15, 1 (1934), p.p. 7-14.
- Sulle monete delle provincie meridionali d'Italia dal XII al XV secolo, a cura di Luca Lombardi, Biblionumis Edizioni, Terlizzi 2015, ISBN 978-88-99512-00-2.